# 新岐阜站前站
新岐阜站前站（日语：／ Shin Gifu-eki-mae eki */?）是位於岐阜縣岐阜市神田町九丁目，名古屋鐵道岐阜市內線的電車站（廢站）。
電車站位於國道157號上。此站可連接名鐵名古屋本線、各務原線的新岐阜站（後來名鐵岐阜站）。

## 歷史

新岐阜站周邊的變遷

- 1911年（明治44年）2月11日 - 美濃電氣軌道（日语：美濃電気軌道）站前站啟用。成為最初開業區間（站前至今小町間）的起點電車站[1]。
- 1913年（大正2年）8月22日 - 隨著岐阜站遷移，站前站被遷移。此站改名為長住町站[1]。
- 1928年（昭和3年）12月28日 - 各務原鐵道（日语：各務原鉄道）（後來變為各務原線）長住町站啟用。開始連接市內線[2]。
- 1930年（昭和5年）8月20日 - 美濃電氣軌道與名古屋鐵道（第一代。同年中改名為名岐鐵道，在1935年起再改名為名古屋鐵道）合併。成為名古屋鐵道的岐阜市內線電車站[3]。
- 1948年（昭和23年）4月18日 - 新岐阜站遷移，此站與長住町站合併[2]。此站改名為新岐阜站前站[1]。
- 2005年（平成17年）4月1日 - 隨著岐阜市內線全線廢除，此站也被廢除[1]。另外，同年1月29日，雖然連接此站的新岐阜站當日改名為名鐵岐阜站[4]，但是此站沒有跟隨改名[1]。

## 電車站構造
截至電車站廢除前，此站是地面車站，設有2面2線的相對式月台。乘車處是位於道路上，沒有安全地帶，只有被稱為「Green Belt」的路面範圍（在該處路面會塗上綠色塗裝）。在首班車至尾班車之間，於「Green Belt」外圍會拉了一根繩子。
在2003年，名鐵表明將結束營運包含岐阜市內線在內的600V區間路線。而岐阜市在10月14日起進行「路面電車交通社會實驗」（直至11月28日），當時，新岐阜站前站設置了臨時安全地帶。在試驗完畢後被撤走。另外，直至車站廢除前，此站還有簡單的安全地帶。
在1967年3月前，市內線的鐵路車廠（岐阜工場）是位於新岐阜站東北方的市中心中。出入廠的路軌是單線。在新岐阜站前停留場北邊設有出入廠線的分岔處，該線途經長住通後進行工場。而該出入廠線也有分支連接各務原線新岐阜站。該分支出來的聯絡線可讓市內線、揖斐、谷汲線的新車遷入車廠與各路線中。另外該聯絡線也會運送轉廠車輛。在1967年4月，岐阜工場遷移至市之坪後，出入廠線便廢除。而連接新岐阜站的聯絡線在1982年3月進行站內工程（月台延伸）時被撤走。而剩下一小部分路軌被用作停放市內線車輛，直至1988年撒走為止。
原本來自忠節、黑野方向前往岐阜站前的電車會停靠（從車頭計，下同）右邊的月台，而左邊的月台是折返列車，前往忠節、黑野方向的電車會停靠該月台。在岐阜站前站暫停營業後，此站成為了臨時的終點站（但是這個情況持續至全線廢除）。使右邊月台變為下車專用，左邊月台變為乘車專用月台。另外，在車站靠近岐阜站前站一方設有單向渡線。
新岐阜站前站經常設有職員當值，以進行售票和收票業務。

### 配線圖
| | ↑ 各務原線 新鵜沼方向 田神線 關方向             |                                                   |
| ← 岐阜市內線 徹明町方向 | 新岐阜站、新岐阜站前站 站內配線略圖（2005年前） | → 名古屋本線 新名古屋方向 → 岐阜市內線 岐阜站前站 |
| 图例 参考文献： （新岐阜站）1-4號月台：名古屋本線月台，5-6號月台：各務原線月台，7號月台：田神線月台 在灰色線中，岐阜工場在1967年，連接各務原線的連絡線和各務原線舊兩條渡線在1982年， 其餘側線於1988年廢除。 |                                                 |                                                   |

## 相鄰電車站
名古屋鐵道
■岐阜市內線
岐阜站前－新岐阜站前－金寶町

## 注腳
1. 1 2 3 4 5  今尾惠介（監修）.  7号. 新潮社. 2008: 52. ISBN 978-4107900258 （日语）.
2. 1 2  今尾惠介（監修）.  7号. 新潮社. 2008: 51. ISBN 978-4107900258 （日语）.
3. ↑  . 鄉土出版社（日语：郷土出版社）. 1997: 218–230. ISBN 4-87670-097-4 （日语）.
4. ↑  今尾惠介（監修）.  7号. 新潮社. 2008: 43. ISBN 978-4107900258 （日语）.
5. ↑  間 貞麿. . 鐵道雜誌（日语：鉄道ジャーナル） (鐵道雜誌社（日语：鉄道ジャーナル社）). 1996-04, 30 (4): 66–73.
6. ↑  渡利正彦 「岐阜市内、揖斐・谷汲、美濃町線の記録」 電氣車研究會 《鐵道畫刊》通卷第771號 2006年1月 臨時增刊號 「特集 - 名古屋鐵道」，114-123頁
7. ↑  電氣車研究會（日语：電気車研究会），《鐵道畫刊（日语：鉄道ピクトリアル）》通卷第473號 1986年12月 臨時增刊号 「特集 - 名古屋鐵道」，附圖「名古屋鐵道路線略圖」
8. ↑  日本路面電車同好会名古屋支部 《路面電車と街並み 岐阜・岡崎・豊橋》 蜻蜓出版，1999年，169頁。
9. ↑  渡利正彦「岐阜駅から見た名鉄の印象」，《鐵道畫刊》第816卷，電氣車研究會，2009年3月，165頁。